# Haag na Alta Baviera
Haag na Alta Baviera (em alemão:  Haag in Oberbayern) é um município da Alemanha, no distrito de Mühldorf, na região administrativa da Alta Baviera, estado da Baviera.